# Дамори, Роджер, 1-й барон Дамори
Роджер Дамори или Роджер д’Амори (англ. Roger Damory; умер 13 или 14 марта 1322 года) — английский аристократ, 1-й барон Дамори с 1317 года. К 1316 году стал фаворитом короля Эдуарда II, позже перешёл в оппозицию из-за вражды с Диспенсерами. Принял участие в вооружённом выступлении баронов против короны (войне Диспенсеров). В битве при Бертон-Бридже, будучи тяжело раненным, попал в плен и был приговорён к смерти. Эдуард II его тут же помиловал, но Дамори вскоре умер от ран.

## Биография
Роджер Дамори принадлежал к старинному семейству нормандского происхождения, которое владело обширными землями в Оксфордшире, Бакингемшире и Сомерсете. Однако он был младшим сыном, а потому после смерти отца, сэра Роберта Дамори (приблизительно в 1285 году), остался без наследства. С 1309 года Роджер служил Гилберту де Клеру, 8-му графу Глостерскому. В 1314 году он сражался с шотландцами при Бэннокбёрне и, несмотря на поражение, получил от короля Эдуарда II в награду ряд поместий, приносивших совокупный годовой доход в сто марок. Возможно, это произошло благодаря поддержке брата Ричарда, занимавшего должность управляющего королевского двора.
С этого момента Эдуард II обратил внимание на Роджера. Тот получил должность констебля замка Кнаресборо в Йоркшире (декабрь 1314 года), в 1315 году стал рыцарем при королевском дворе и начал получать от монарха многочисленные пожалования и подарки — деньгами и землями. К концу 1316 года Дамори мог считаться одним из королевских фаворитов (наряду с Хью де Одли и Хью ле Диспенсером), которые имели огромное влияние. В апреле 1317 года Эдуард женил его на своей племяннице — Элизабет де Клер, представительнице знатного и могущественного рода, одной из трёх сонаследниц обширных земель на юго-западе Англии и в Уэльсе. Благодаря её приданому Дамори стал одним из самых богатых вельмож королевства, а 24 ноября 1317 года его вызвали в парламент как барона Дамори.
Многие английские лорды были недовольны возвышением королевских фаворитов. Глава оппозиции Томас Ланкастерский в 1317 году занял два замка, принадлежавших Дамори, а позже обвинил Роджера в организации покушения на его жизнь. Двое оппозиционеров, Бартоломью Бэдлсмир, 1-й барон Бэдлсмир, и Эмер де Валенс, 2-й граф Пембрук, в ноябре того же года направили Дамори письмо с просьбой быть более умеренным, когда он принимает подарки короля. Позже решающее влияние на короля приобрёл Диспенсер, женившийся на ещё одной даме из рода Клеров (сестре Элизабет) и решивший захватить всё наследство. Перед лицом этой угрозы Дамори перешёл на сторону оппозиции. В 1321 году он примкнул к лордам Валлийской марки, поднявшим мятеж (это была Война Диспенсеров), а после их капитуляции бежал на север, к Томасу Ланкастерскому. В сражении с королевским войском при Бертон-Бридже Роджер был тяжело ранен и попал в плен. Как изменник он был приговорён к смерти, но тут же получил помилование от Эдуарда II, который по-прежнему чувствовал к нему симпатию. Спустя три дня Дамори умер от раны.

## Семья
Роджер Дамори был женат на Элизабет де Клер, дочери Гилберта де Клера, 6-го графа Хартфорда, и Джоанны Акрской (дочери короля Эдуарда I), вдове Джона де Бурга и Тибо де Вердена. В этом браке родились только две дочери — Элеанора и Элизабет (1318—1361), жена Джона Бардольфа, 3-го барона Бардольфа.